# Sparta Rotterdam
A Sparta Rotterdam a legrégibb futballcsapat Hollandiában, 1888 április 1-jén alapítottak. A 2002/2003 szezonban, kiestek az Eredivisie-ből, 2005-ben a Sparta visszatért az Eredivisie-be. Az átlagos nézőszám 2005/06-ban 9,950 volt.
Sparta hat nemzeti címet nyert (1909, 1911, 1912, 1913, 1915 és 1959-ben) és három nemzeti kupát (1958, 1962 és 1966-ban).

## Története
Spartát először 1887-ben alapították meg. A klubot kicsivel később feloszlatták. 1888. április 1-jén a Sparta több extagja alapított egy krikett klubot. 1888 júliusában a klub focicsapatot is megalapították. 1890-ben Sparta az első labdarúgómérkőzését játszotta. 1892-ben Sparta feloszlatta a krikett csapatát. Spartát 1893. április 23-án előléptették a holland labdarúgás első osztályába.
1897-ben a  Sparta  mérkőzéseken  folytonos kétes bírói ítéletek születtek és egy ideig nem fociztak. Mindazonáltal a klub tovább létezett, és 1899-ben Sparta meglátogatta Sunderland A.F.C. egy mérkőzését és lenyűgözte őket az angol klub játéka. Ezután a mérkőzés után ők is piros-fehér mezben játszottak.
A mérkőzéseket a Rotterdam Spangen területében játszották. A stadiont 1999-ben tatarozták és megépítették a Sparta Stadion Het Kasteel-t.

## Játékosok
| #  |           | Poszt | Név                                         |
| -- | --------- | ----- | ------------------------------------------- |
| 1  | hollandia | K     | Harald Wapenaar (csapatkapitány)            |
| 3  | nigéria   | V     | Dele Adeleye                                |
| 4  | hollandia | KP    | Sander van Gessel                           |
| 5  | hollandia | V     | Ruud Knol                                   |
| 6  | hollandia | KP    | Edwin van Bueren                            |
| 7  | hollandia | CS    | Yuri Rose                                   |
| 8  | hollandia | V     | Donovan Slijngard (kölcsön az AFC Ajax-tól) |
| 9  | hollandia | CS    | Rydell Poepon                               |
| 10 | hollandia | KP    | Arne Slot                                   |
| 11 | hollandia | CS    | Charles Dissels                             |
| 14 | hollandia | KP    | Kevin Strootman                             |
| 15 | svájc     | V     | Kim Jaggy                                   |
| 16 | marokkó   | V     | Karim Touzani                               |

| #  |               | Poszt | Név                       |
| -- | ------------- | ----- | ------------------------- |
| 17 | franciaország | CS    | Édouard Duplan            |
| 18 | brazília      | K     | Cássio (kölcsön aPSV-től) |
| 20 | hollandia     | V     | Cees Toet                 |
| 21 | hollandia     | K     | Cor Varkevisser           |
| 22 | hollandia     | V     | Jerold Promes             |
| 23 | hollandia     | KP    | Iderlindo Moreno Freire   |
| 24 | hollandia     | CS    | Joshua John               |
| 26 | belgium       | KP    | Floribert N'Galula        |
| 27 | spanyolország | V     | Carlos Delgado            |
| 28 | hollandia     | KP    | Nathan Rutjes             |
| 33 | hollandia     | KP    | Erik Falkenburg           |
| 35 | lengyelország | V     | Maciej Wilusz             |
| 36 | hollandia     | CS    | Joey Godee                |

## Híres játékosok
| Hollandok - Dick Advocaat - Rob Alflen - Luuk Balkestein - Ricky van den Bergh - Jan van Beveren - Danny Blind - Winston Bogarde - Tinus Bosselaar - Henk Bosveld - Jobby Crossan - Silvio Diliberto - Pim Doesburg - Henk Fraser - Mitchell van der Gaag - Louis van Gaal - Ruud Geels - Ed de Goey | - Glenn Helder - Wout Holverda - Nico Jalink - Andro Knel - Danny Koevermans - Bok de Korver - Theo Laseroms - Wim Meutstege - Dennis de Nooijer - Gérard de Nooijer - Mike Snoei - Henk van Stee - Wim Suurbier - Adri van Tiggelen - Michel Valke - Hans Venneker - Pim Verbeek - Robert Verbeek - Menno Willems - John de Wolf | Ausztria - Willy Kreuz Belgium - Davy de Fauw - Sepp de Roover - Tom van Mol Dánia - Ole Madsen Ghána - Prince Polley Morokkó - Nourdin Boukhari Lengyelország - Janusz Kowalik Ukrajna - Evgeniy Levchenko USA - Gregg Berhalter |

## Korábbi menedzserek
| - Gert Aandewiel - Jimmy Adamson - Rob Baan - Cor Brom - Henk ten Cate - Wiel Coerver | - Chris Dekker - Jan Everse - Willem van Hanegem - Bert Jacobs - George Kessler - Fritz Korbach | - Frank Rijkaard - Dolf Roks - Schwartz Elek - Henk van Stee - Mike Snoei - Adri van Tiggelen | - Piet de Visser - Theo Vonk |

## Külső hivatkozások
- Hivatalos weboldal